# Ananteris infuscata
Espèce
Ananteris infuscata est une espèce de scorpions de la famille des Ananteridae.

## Distribution
Cette espèce est endémique du Minas Gerais au Brésil. Elle se rencontre vers Grão Mogol.

## Description
Le mâle holotype mesure 20,6 mm et la femelle paratype 20,7 mm.

## Systématique et taxinomie
Cette espèce a été décrite par Lourenço, Giupponi et Leguin en 2013.

## Publication originale
- Lourenço, Giupponi & Leguin, 2013 : « Description of three more new species of the genus Ananteris Thorell, 1891 (Scorpiones, Buthidae) from Brazil. » Anais da Academia Brasileira de Ciências, vol. 85, no 2, p. 709-725 (texte intégral).